# Grand Steeple-Chase d'Enghien
Groupe II
Le Grand Steeple-Chase d'Enghien est une course hippique de steeple-chase se déroulant au mois d'octobre sur l'hippodrome d'Enghien-Soisy.